# Norvég kiskirályságok a 9. században

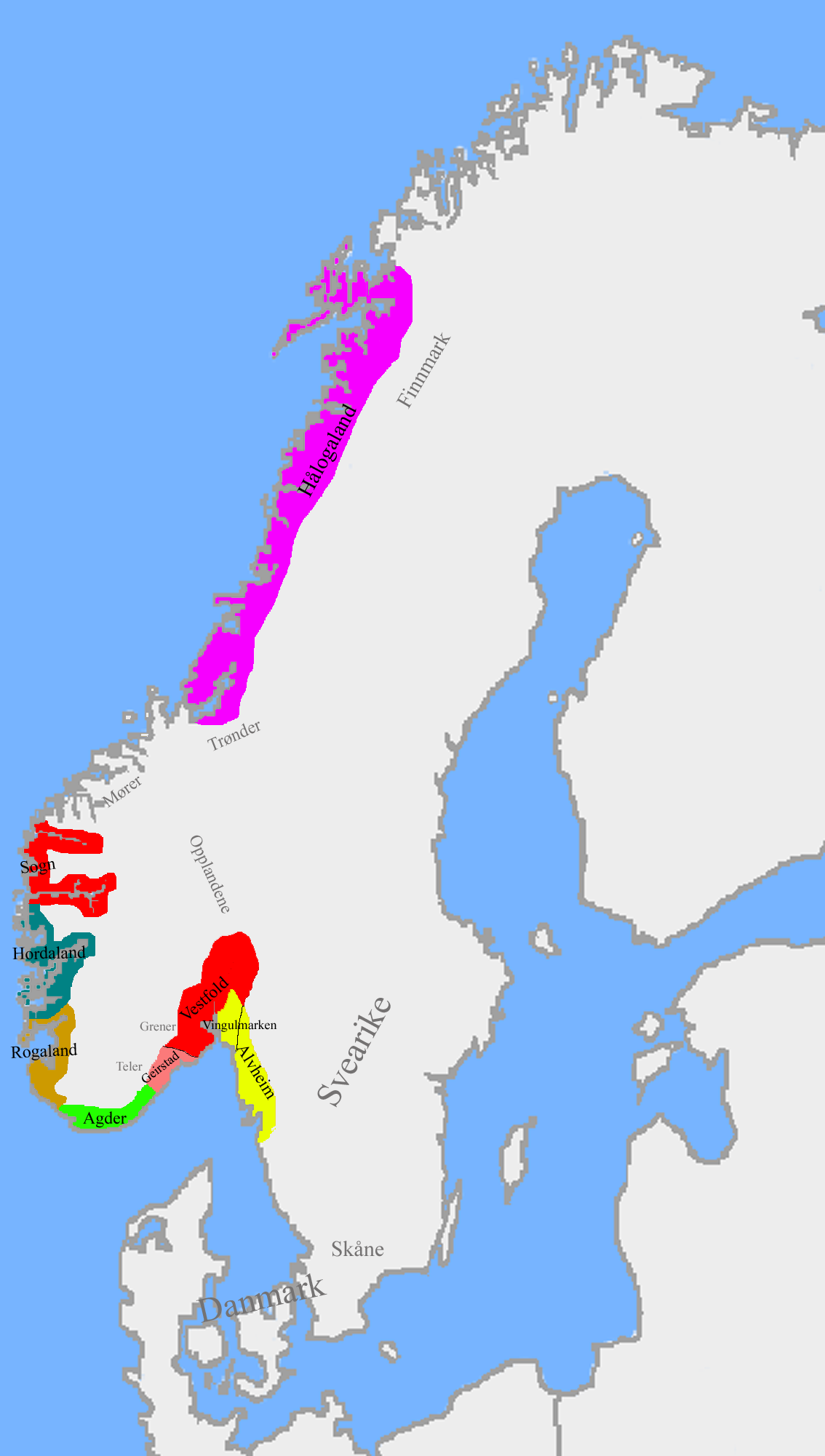
Norvég kiskirályságok 860 körül

Az alábbi listák a norvégiai kiskirályságokat tartalmazzák. Ezeket a vestfoldi kiskirályság egyesítette a 9. században.

## Agder
| Uralkodó    | Uralkodott | Névváltozat                                | Megjegyzés                          |
| ----------- | ---------- | ------------------------------------------ | ----------------------------------- |
| I. Harald   |            | ~Agder                                     |                                     |
| Herjorf     |            |                                            |                                     |
| Vikarr      |            | Víkar, Wicarus                             | Harald fia.                         |
| II. Harald  |            | ~Víkarson                                  | Víkarr fia.                         |
| Bjearing    |            | Bjæring                                    |                                     |
| Vigbrands   |            |                                            |                                     |
| Herbrand    | 690 körül  | ~Vigbrandsson                              | Vigbrands fia.                      |
| Kissa       |            |                                            |                                     |
| III. Harald | 790 – 838  | ~Granraude                                 |                                     |
| Haldfdan    | 838 – 863  |                                            | III. Harald veje, vestfoldi király. |
| Kjotve      | 863 – 872  | Kjøtvi, Kjötvi hinn auðgi, Kjotve den Rike |                                     |
| ...         |            |                                            |                                     |
| IV. Harald  | 976 – 987  | ~Grenske                                   | Haldfan 4. leszármazottja.          |

## Fjordane
| Uralkodó | Uralkodott | Névváltozat | Megjegyzés |
| -------- | ---------- | ----------- | ---------- |
| Audbjorn |            | Audbjørn    |            |

## Grenland
?

## Gudbrandsdal
| Uralkodó      | Uralkodott | Névváltozat | Megjegyzés |
| ------------- | ---------- | ----------- | ---------- |
| Dale-Gudbrand |            |             |            |

## Hadeland
| Uralkodó | Uralkodott | Névváltozat | Megjegyzés        |
| -------- | ---------- | ----------- | ----------------- |
| Hod      |            | Höd         |                   |
| Halfdan  | 750 körül  | ~Hvitbeinn  | Vestfoldi király. |

## Hardanger
?

## Hedmark
| Uralkodó | Uralkodott | Névváltozat    | Megjegyzés        |
| -------- | ---------- | -------------- | ----------------- |
| Halfdan  | 750 körül  |                | Vestfoldi király. |
| ...      |            |                |                   |
| Sigtryg  | 850 körül  | ~Eysteinsson   |                   |
| Eystein  |            | ~Eysteinsson   | Sigtryg testvére. |
| Halfdan  | †863       | Halvdan Svarte |                   |

## Hordaland
| Uralkodó | Uralkodott      | Névváltozat                 | Megjegyzés |
| -------- | --------------- | --------------------------- | ---------- |
| Alrek    | 7. század eleje | ~Eiriksson                  |            |
| Hrolf    |                 |                             |            |
| Bergi    |                 | ~Svåsason                   |            |
| Solvi    |                 | ~Hrolfson                   | Hrolf fia. |
| Kaun     |                 | ~Solvason                   | Solvi fia. |
| Erik     | 9. század vége  | Eiríkr Konungr á Hörðalandi |            |

## Hålogaland
| Uralkodó | Uralkodott | Névváltozat         | Megjegyzés   |
| -------- | ---------- | ------------------- | ------------ |
| Saeming  |            |                     | Odin fia.    |
| Thrand   |            |                     | Saeming fia. |
| Eystein  |            |                     |              |
| Halfdan  |            |                     |              |
| Haakon   | †917       | Håkon Grjotgardsson |              |

## Land
?

## Namdalen
?

## Nordmøre
?

## Oppland
| Uralkodó    | Uralkodott | Névváltozat        | Megjegyzés   |
| ----------- | ---------- | ------------------ | ------------ |
| I. Eystein  | 7. század  |                    |              |
| Halfdan     | 750 körül  | ~Sveidasson        |              |
| Ivar        | 770 körül  | ~Halfdansson       | Halfdna fia. |
| II. Eystein | 788 körül  | ~Glumra, ~Ivarsson | Ivar fia.    |

## Orkdalen
?

## Ranrike
| Uralkodó | Uralkodott | Névváltozat      | Megjegyzés |
| -------- | ---------- | ---------------- | ---------- |
| Tryggve  | †963       | Tryggvi Ólafsson |            |

## Raumarike
A westfoldi királyok uralkodtak fölötte.

## Ringerike
| Uralkodó | Uralkodott | Névváltozat                           | Megjegyzés |
| -------- | ---------- | ------------------------------------- | ---------- |
| Raumr    |            | Raum, ~inn gamli                      |            |
| Halfdan  |            | Hálfdanr gamli and Hálfdanr inn gamli |            |
| Sigurd   | †1018      | ~Syr Halfdansson                      |            |

## Rogaland
| Uralkodó   | Uralkodott       | Névváltozat        | Megjegyzés    |
| ---------- | ---------------- | ------------------ | ------------- |
| Gard       |                  |                    |               |
| Rugalf     |                  | ~Gardsson          | Gard fia.     |
| Ogvald     | 6. század közepe | ~Rugalfsson        | Rugalf fia.   |
| Ingjald    | 600 körül        | ~Ogvaldsson        | Ogvald fia.   |
| Jossur     | 7. század közepe | Jössur Ingjaldsson | Ingjald fia.  |
| I. Hjor    | 700 körül        | ~Jossurasson       | Jössur fia.   |
| Hjorleif   | 8. század közepe | ~Hjorsson          | I. Hjor fia.  |
| Halfur     |                  | ~Hjorleifsson      | Hjorleif fia. |
| II. Hjor   | ? – 870          | ~Halfsson          |               |
| Sulke      | ? – 870          |                    |               |
| Geirmundur |                  | ~Hjorarsson        |               |

## Romsdal
| Uralkodó   | Uralkodott | Névváltozat      | Megjegyzés         |
| ---------- | ---------- | ---------------- | ------------------ |
| I. Raumr   |            | Raum, ~inn gamli | Ringerike királya. |
| Jotunbjorn |            | Jötünbjörn       | I. Raumr fia.      |
| II. Raumr  |            | Raum             |                    |
| Hrossbjorn |            | Hrossbjörn       |                    |
| Orm        |            |                  |                    |
| Knatti     |            |                  |                    |
| Thorolf    |            |                  | Orm fia. (?)       |
| Ketill     |            | Ketill Raum      | Orm fia. (?)       |

## Sogn
?

## Solør
A vestfoldi I. Halfdan (†750) említik uraként.

## Telemark
?

## Toten
A vestfoldi I. Halfdan (†750) említik uraként.

## Trøndelag
A hålogalandi Håkon Grjotgardsson (†817) említik uraként.

## Vestfold
| Uralkodó     | Uralkodott | Névváltozat                    | Megjegyzés            |
| ------------ | ---------- | ------------------------------ | --------------------- |
| Erik         |            | ~Agnarsson                     |                       |
| I. Halfdan   | ? – 750    | ~Hvitbeinn                     |                       |
| Eystein      | 750 – 780  | ~Halfdansson                   | I. Halfdan fia.       |
| II. Halfdan  | 780 – 800  | Hálfdan hinn mildi             | Eystein fia.          |
| I. Gudrod    | 800 – 810  | Guðrǫðr veiðikonungr           | II. Halfdan fia.      |
| III. Halfdan | 810 – ?    | Hálfdan svarti, Halvdan Svarte | Gudrod fia.           |
| I. Olaf      | ? – 840    | ~Geirstad-Alf, ~Gudrødsson     | Gudrod fia.           |
| Ragnvald     | 840 – ?    | Rognvald Olafsson              | Olaf fia.             |
| ...          |            |                                |                       |
| Bjorn        | ? – 927    | Bjørn Haraldsson               | III. Halfdan unokája. |
| II. Olaf     | 927 – 934  | ~Geirstadalf                   | Björn öccse.          |
| ...          |            |                                |                       |
| Harald       | 976 – 987  | ~Grenski                       | II. Olaf unokája.     |

## Vestmar
| Uralkodó | Uralkodott | Névváltozat | Megjegyzés |
| -------- | ---------- | ----------- | ---------- |
| Dag      |            |             |            |

## Vigulmark
| Uralkodó     | Uralkodott  | Névváltozat         | Megjegyzés                      |
| ------------ | ----------- | ------------------- | ------------------------------- |
| I. Gudrod    | ? – 810     |                     | Vestfold királya.               |
| Alfgeir      |             | Álfgeir             |                                 |
| Gandalf      |             | Gandálf Álfgeirsson | Alfgeir fia.                    |
| III. Halfdan | ? – 863     |                     | Vestfold királya.               |
| ...          |             |                     |                                 |
| II. Olaf     | ? – 934     |                     | Vestfold királya.               |
| ...          |             |                     |                                 |
| Tryggve      | ? – 963     | Tryggvi Ólafsson    | Ranrike királya is.             |
| Harald       | 976 – 987   |                     | Vestfold királya is.            |
| ...          |             |                     |                                 |
| Svein        | 1030 – 1035 | ~Alfivuson          | I. Knut (†1035) dán király fia. |

## Viken
| Uralkodó | Uralkodott | Névváltozat         | Megjegyzés |
| -------- | ---------- | ------------------- | ---------- |
| Sigurd   |            | Sigurðr ormr í auga |            |

## Voss
| Uralkodó | Uralkodott | Névváltozat | Megjegyzés |
| -------- | ---------- | ----------- | ---------- |
| Skilfir  |            |             |            |